# Сердце Карла
Сердце Карла (лат. Cor Caroli), Альфа Гончих Псов (лат. α Canum Venaticorum), 12 Гончих Псов (лат. 12 Canum Venaticorum) — кратная звезда в созвездии Гончих Псов на расстоянии приблизительно 123 световых лет (около 37,6 парсек) от Солнца. Возраст звезды определён как около 218,7 млн лет.
Сердце Карла — одна из красивейших кратных звёзд.

## История
Первоначально название Сердце Карла было предложено в 1660 году Чарльзом Скарборо в качестве названия созвездия, включавшего единственную звезду α Гончих Псов. Полное название было Cor Caroli Regis Martiris (Сердце Карла, Короля Мученика), а созвездие было посвящено Карлу I, казнённому Кромвелем в 1649 году, отцу правящего короля Карла II, при дворе которого и состоял Чарльз Скарборо. В атласах XVIII столетия и позже в названии фиксируется ошибочное название — Сердце Карла II. Созвездие было в ходу вплоть до конца XIX века. После отмены созвездия название закрепилось за звездой α Гончих Псов. Для звезды применялись также названия Астерион и, реже, Хара (Чара) — имена мифологических собак Аркада.

## Физические характеристики
Первый компонент (HD 112413) — бело-голубая вращающаяся переменная звезда типа Альфы² Гончих Псов (ACV) спектрального класса A0VpSiEu, или A0p, или A0, или B9,5p(Si-Cr-Eu). Визуальная звёздная величина звезды — от +2,98m до +2,84m. Масса — около 3,575 солнечной, радиус — около 2,973 солнечного, светимость — около 93,325 солнечной. Эффективная температура — около 11600 K.

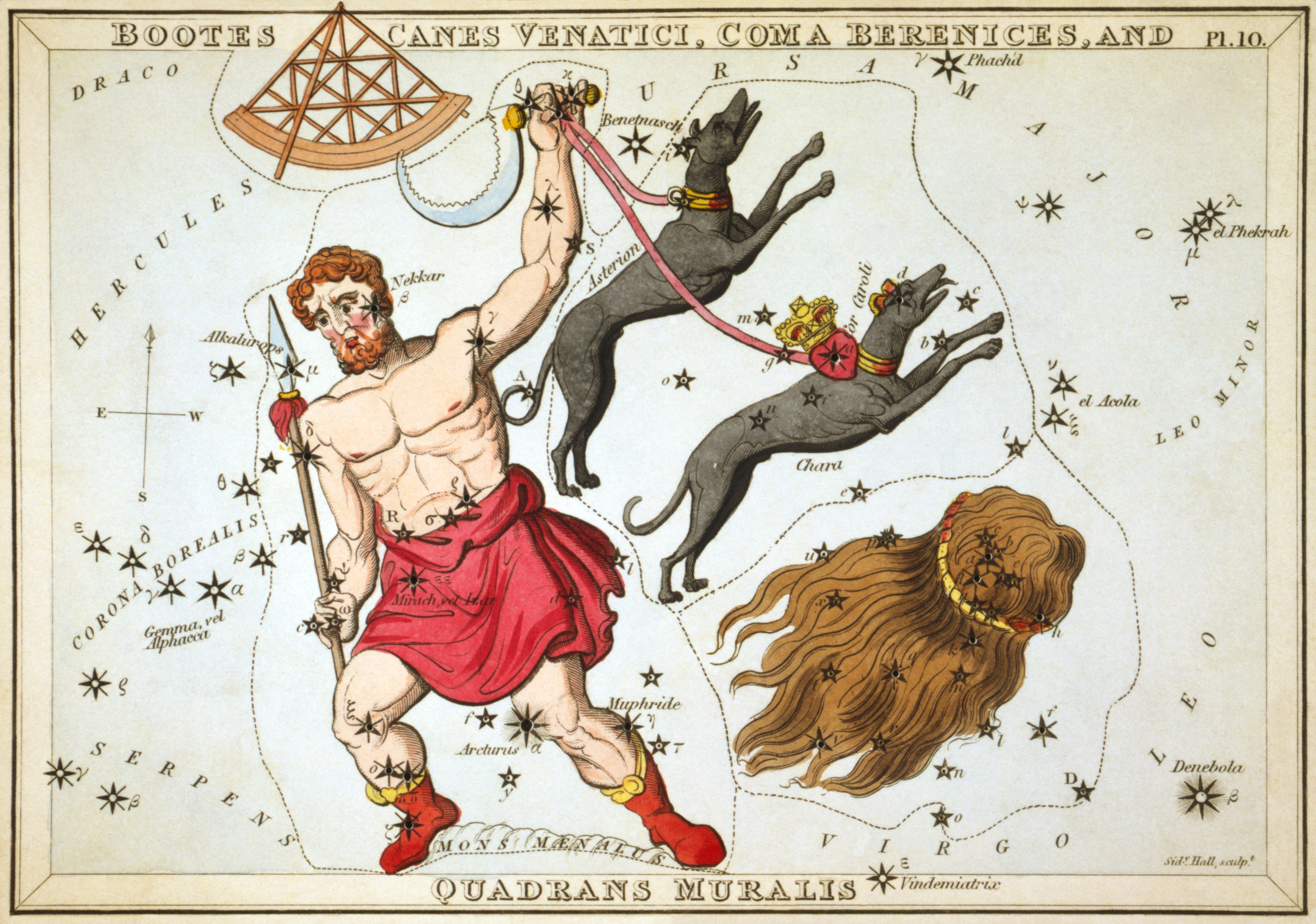
Сердце Карла как созвездие в Зеркале Урании, на спине одного из Гончих Псов

Второй компонент — красный карлик спектрального класса M. Масса — около 146,84 юпитерианской (0,1402 солнечной). Удалён в среднем на 2,287 а.е..
Третий компонент (HD 112412) — жёлто-белая звезда спектрального класса F2V. Визуальная звёздная величина звезды — +5,52m. Масса — около 1,5 солнечной, радиус — около 1,488 солнечного, светимость — около 4,931 солнечной. Эффективная температура — около 6909 K. Удалён на 19,2 угловой секунды.
Четвёртый компонент (WDS J12560+3819C). Визуальная звёздная величина звезды — +16,18m. Удалён от третьего компонента на 999,9 угловой секунды.
Пятый компонент (WDS J12560+3819D). Визуальная звёздная величина звезды — +15,8m. Удалён от четвёртого компонента на 0,9 угловой секунды.
Главная звезда двойной системы (α² Гончих Псов) — горячая бело-голубая звезда главной последовательности спектрального класса A0-B9,5pe с аномально усиленными спектральными линиями кремния, европия и ртути. Звезда является прототипом класса переменных звёзд, называемых переменными типа α² Гончих Псов. Причиной переменности является вращение и сильное (в 100 раз сильнее солнечного) магнитное поле, создающее огромные пятна и неоднородности в фотосфере звезды. Блеск α² Гончих Псов меняется от +2,98m до +2,84m с периодом 5,47 дня.

## Планетная система
В 2019 году учёными, анализирующими данные проектов Hipparcos и Gaia, у звезды обнаружена планета HIP 63121 b.

## Астеризмы
Сердце Карла, наряду со звёздами Арктур, Спика и Денебола, входит в астеризм «Бриллиант Девы».